# Noiron-sur-Bèze
Noiron-sur-Bèze település Franciaországban, Côte-d’Or megyében. Lakosainak száma 228 fő (2022. január 1.). Noiron-sur-Bèze Bèze, Tanay, Viévigne, Beaumont-sur-Vingeanne, Blagny-sur-Vingeanne és Mirebeau-sur-Bèze községekkel határos.

## Népesség
A település népességének változása:
| Lakosok száma | 168  | 178  | 183  | 218  | 224  | 239  | 238  | 233  | 231  | 228  |
|               | 1968 | 1982 | 1990 | 2006 | 2013 | 2015 | 2017 | 2019 | 2020 | 2022 |